# Campylopus perichaetialis
Campylopus perichaetialis är en bladmossart som beskrevs av Potier de la Varde och Thériot 1940. Campylopus perichaetialis ingår i släktet nervmossor, och familjen Dicranaceae. Inga underarter finns listade i Catalogue of Life.